# 9a Quidinish
Unter der Adresse 9a Quidinish in dem Weiler Quidinish auf der schottischen Hebrideninsel Lewis and Harris befindet sich ein Wohngebäude. 2007 wurde das Bauwerk in die schottischen Denkmallisten in der Denkmalkategorie B aufgenommen.

## Geschichte
Erbauer von 9a Quidinish ist Murdo Morrison. Dieser heiratete im Jahre 1889 und der Bau des Gebäudes wird eine kurze Zeit nach der Hochzeit vermutet. Morrison war Crofter und 9a Quidinish das Wohnhaus des Crofts. Seit dem Ableben der Witwe Donald Morrisons, dem Sohn des Erbauers, steht das Gebäude leer. Es gilt als seltenes erhaltenes Beispiel eines Black House, das weitgehend im Originalzustand vorliegt, und das einzige erhaltene Exemplar eines für Harris typischen Bautyps entlang der Golden Road, der ersten Straße entlang der Ostküste der Insel, die 1897 zu enormen Kosten eingerichtet wurde.
2009 wurde das Gebäude in das Register gefährdeter denkmalgeschützter Bauwerke in Schottland aufgenommen. 2015 wurde sein Zustand als schlecht bei gleichzeitig hoher Gefährdung eingestuft.

## Beschreibung
9a Quidinish steht in dem Weiler Quidinish abseits der Golden Road, die sämtliche Weiler entlang der Ostküste Harris’ bis zum Erreichen der A859 anschließt. Es ist an der Nordküste der Meeresbucht Loch Finsbay nahe einer Felsknolle in einen Hang gebaut. Inseltypisch besteht das Mauerwerk aus zwei Feldsteinmauern als Trockenmauerwerk mit einer verbindenden Schicht aus Erde und Kies. Die Gebäudekanten sind gerundet ausgeführt und Fassaden gekalkt. Die nordwestexponierte Hauptfassade des länglichen, gedrungenen Gebäudes ist drei Achsen weit. Die zweiflüglige Eingangstüre ist mittig angeordnet. Es sind kleine, tiefliegende, vierflächige Sprossenfenster eingesetzt. Ein in den 1960er Jahren angebautes Badezimmer ist verfallen. Seit dieser Zeit schließt 9a Quidinish mit einem flach geneigten wellblechgedeckten Walmdach. Ursprünglich lag vermutlich ein mit Strandhafer gedecktes Strohdach vor, das auf der Innenwand auflag. Vor beiden Walmen ragen quadratische gemauerte Kamine auf. Im Innenraum sind eine Küche mit gusseisernem Herd und ein Schlafbereich mit gusseisernem Ofen abgetrennt.